# 阿爾布雷希特城堡
阿爾布雷希特城堡（德語：Albrechtsburg）是位於德國萨克森州城市邁森的一座城堡，為後期哥特式建築。该城堡的歷史可以追溯至929年。

## 外部連結

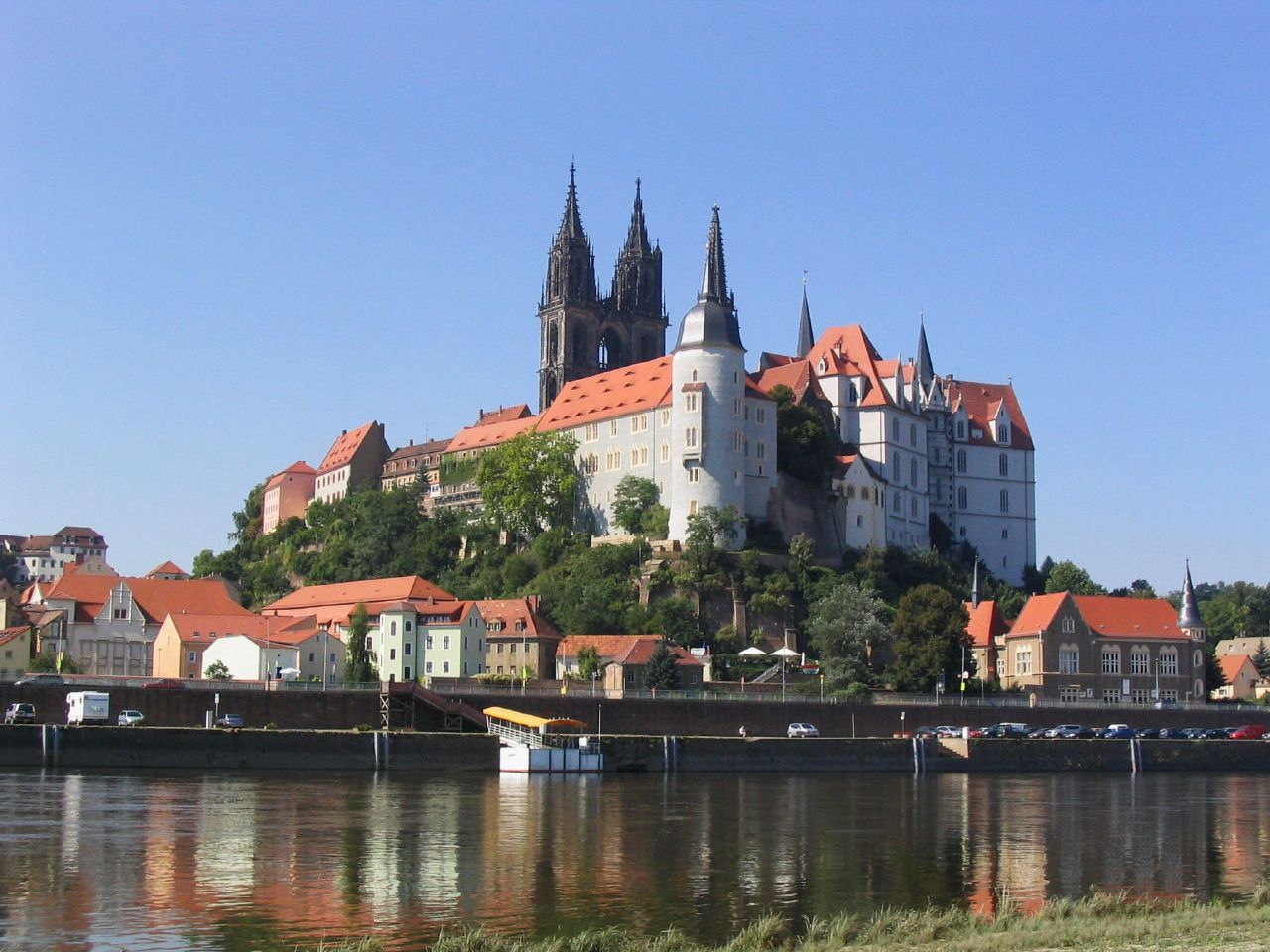

- Homepage of Albrechtsburg Castle

51°09′58″N 13°28′15″E / 51.16611°N 13.47083°E